# York Airport (Pennsylvania)

i7
i11
i13
Der York Airport (IATA-Code: THV, ICAO-Code: KTHV) ist ein privater, öffentlich genutzter Flughafen, der 13 Kilometer südwestlich  von York im Stadtteil Thomasville der Jackson Township, York County, Pennsylvania, USA, liegt.
Der Flughafen wurde von der FAA als Flughafen für die allgemeine Luftfahrt kategorisiert und wird von der York Aviation betrieben.

## Geschichte
Der Flughafen ist der zweite, der den Namen trägt. Der erste Flughafen, der durch diesen nach seiner Schließung zwischen 1953 und 1957 ersetzt wurde, befand sich in der Nähe der Kreuzung der Roosevelt Avenue mit der Wood Street in York.